# 第19SS武装擲弾兵師団
第19SS武装擲弾兵師団 （ラトビア第2）（独: 19. Waffen-Grenadier-Division der SS (lettische Nr. 2), ラトビア語: 19. ieroču SS grenadieru divīzija (latviešu Nr. 2)）は武装親衛隊の師団である。
第15SS武装擲弾兵師団 （ラトビア第1）が編成された後、2つ目のラトビア人師団として1944年1月に編成された。バルト諸国での戦闘、とりわけクールラント・ポケットの戦いで活躍した。

## 編成
第2SS歩兵旅団に所属する第46武装擲弾兵連隊（ラトビア第6連隊）を中心に3個連隊が合流して編成され、同時に他の2個連隊番号が39から40、42から43へ変更された。
連隊称号はそれぞれVoldemars Veiss、Hinrich Schuldtとなっている。

## 師団の編成とナルヴァの戦い
第19SS武装擲弾兵師団は、親衛隊が作った二つ目のラトビア人義勇兵師団である。姉妹関係にある第15SS武装擲弾兵師団がドイツ人部隊を核として作られたように、第2SS装甲師団から多くの士官が送りこまれてきた。この師団は警察大隊にいたラトビア人の参加により兵員数は不足にならなかった。実際に編成が行われたのが1944年5月で、そのたった1ヶ月後にはソ連の夏の大攻勢（クラスノエセロ・ロプシャ攻勢）という実戦の場に放り込まれることとなった。バルト諸国へ突進してくる赤軍の正面に立って、赤軍よりも兵員の数ではるかに劣るドイツ軍の1師団として、それからの6ヶ月間を何とか凌ぐことに成功した。（ナルヴァの戦い）

## クールラントポケットへの撤退と反乱
ナルヴァの戦いでは、同師団は他の多くの武装親衛隊師団と共に戦ったが、その後の赤軍の攻勢により同師団はクールラントポケットに閉じ込められてしまった。この師団の大戦末期の戦歴に関する資料はほとんど残されていないが、1944年クールラントの戦いの途中、師団中のいくつかの部隊が反乱を起こしたのではないか、という「噂があった」、とする資料もあれば、反乱を「起こした」とする資料も存在する。2020年時点で真偽は明らかでない。

## 戦争末期での行動
1945年、ソ連軍の進撃によって師団が粉砕された後、何とか逃れることができた第15SS武装擲弾兵師団（ラトビア第1）、第19SS武装擲弾兵師団（ラトビア第2）がヴィラス・ヤヌムスSS大佐指揮の下、ベルリン防衛のために再集結したが、最終的にエルベ川近くのギューターグリュックでアメリカ軍に投降した。

## その他
その他のSS義勇兵師団と違ってその戦闘能力の高さにおいて名高い第19SS武装擲弾兵師団は同時にナチ思想に深く傾倒したことでも有名である。

## 師団長
| 着任          | 離任          | 階級           | 氏名                                              |
| ------------- | ------------- | -------------- | ------------------------------------------------- |
| 1943年9月5日  | 1944年3月15日 | 親衛隊上級大佐 | ヒンリヒ・シュルト Hinrich Schuldt                |
| 1944年3月15日 | 1944年4月13日 | 親衛隊大佐     | ヴィルヘルム・ボック Wilhelm Bock                 |
| 1944年5月26日 | 1945年5月     | 親衛隊上級大佐 | ブルーノ・シュトレッケンバッハ Bruno Streckenbach |

## 師団兵力
- 1943年12月　8033人
- 1944年6月　10,592人
- 1944年12月　9396人

## 戦力組成
- 第42SS武装擲弾兵連隊「フォルデマール・ファイス」
- 第43SS武装擲弾兵連隊「ハインリッヒ・シュルツ」
- 第44SS武装擲弾兵連隊（ラトビア第6）
- 第19武装砲兵連隊
- 第19SS軽歩兵大隊
- 第19SS戦車猟兵大隊
- 第19SS対空砲兵大隊
- 第19SS工兵大隊
- 第19SS補給大隊
- 第19SS衛生兵大隊
- 第19SS野戦郵便局
- 第19SS獣医大隊
- 第19SS総務大隊
- 第19SS通信大隊